# Anna Rossettini
Anna Rossettini, nata Bevilacqua (Venezia, 6 maggio 1940 – Venezia, 24 febbraio 1998), è stata un'artista italiana.

## Biografia
Anna Rossettini nasce a Venezia da Vittorio Bevilacqua, socio della Tessitura Luigi Bevilacqua. Dopo gli studi classici si laurea in giurisprudenza nel 1966 a Padova. Inizia quindi a scrivere per le pagine culturali di Avvenire e per la rubrica di teatro del mensile Letture. L'interesse per il teatro la fa entrare in contatto con Giovanni Poli, fondatore del Teatro a l’Avogaria di Venezia, e a frequentarne i corsi partecipando allo spettacolo Le profezie.
Nei primi anni ’70 partecipa attivamente al dibattito culturale veneziano sul rinnovamento della scuola pubblica, i cui esiti si riflettono nei Provvedimenti Delegati sulla scuola del 1974.
Nello stesso periodo inizia a collaborare con il “Gruppo di Animazione Insieme”, fondato a Venezia da Sonia Biacchi nel 1973, con progetti di animazione teatrale nelle scuole e negli ospedali del territorio, tra i quali si distingue lo spettacolo Processo ad Arlecchino realizzato in occasione della Biennale Teatro del 1981 diretta da Maurizio Scaparro. Per questo spettacolo Anna Rossettini firma i costumi. La collaborazione con Sonia Biacchi prosegue anche dopo lo scioglimento del Gruppo Insieme e la sua trasformazione nel C.T.R. Centro Teatrale di Ricerca, dove la Rossettini frequenta i corsi del danzatore e coreografo francese Roger Ribes.
Nel 1980 si iscrive alla Scuola Libera del Nudo dell'Accademia di Belle Arti di Venezia, avendo come insegnante Luciano Gaspari, del quale frequenterà anche la casa e lo studio. Verso la fine degli anni '80 Paolo Cardazzo visiona le sue prime opere e le propone la sua prima mostra personale alla Galleria del Cavallino di Venezia, curata dal critico Dino Marangon.
Nel 1992 la ricerca pittorica della Rossettini indaga il rapporto tra uomo e sacro attraverso lo studio della Crocifissione di Masaccio e del Cristo morto sorretto da due angeli di Giovanni Bellini. Nasce il ciclo Ecce homo, esposto alla Galleria Vismara Arte di Milano nel 1993. È questo l’inizio di un’importante collaborazione con Zita Vismara, titolare dell’omonima galleria, che porterà ad esposizioni presso l’Art Frankfurt e l’Arte Fiera di Bologna e alla Galleria Vismara in occasione del suo trentennale.
Gli anni ‘90 sono l’epoca di un confronto con le opere degli spazialisti, soprattutto Edmondo Bacci, Tancredi e Gino Morandis, e di un esplicito riferimento a ricordi intimi legati ai preziosi lavori della tessitura di famiglia. L’artista realizza così lavori policromatici di grande formato in carta colorata cucita con fili di seta; queste "Carte" verranno esposte in una personale della Galleria del Cavallino nel 1994.
Nell’autunno del 1996 i risultati delle sue ultime ricerche, legate in particolare a soggetti veneziani e con forti richiami alla pittura di Tiepolo sono esposti a Palazzo Albrizzi, sede del Centro di Cultura Italo-Tedesco.
Nel 1998, successivamente alla prematura scomparsa dell'artista, viene allestita una mostra personale nella sede delle Edizioni del Cavallino. In questa occasione viene presentata la monografia pubblicata dallo stesso editore. Nello stesso anno alcune opere vengono esposte in Germania in una mostra promossa dall'Istituto Italiano di Cultura.

## Mostre personali
- 1989, Anna Rossettini, 990ª mostra del Cavallino, Galleria del Cavallino, Venezia
- 1990, Anna Rossettini, Galleria Meeting, Venezia-Mestre
- 1992, Anna Rossettini. Possibili modulazioni intorno all’”Ecce Homo”, Centro Culturale SINTESI-Galleria d’Arte, Treviso
- 1993, Anna Rossettini. Ecce Homo, Galleria Vismara Arte
- 1994, Anna Rossettini, 1025ª mostra del Cavallino, Galleria del Cavallino, Venezia
- 1996, Anna Rossettini, Palazzo Albrizzi, Associazione Culturale Italo-Tedesca, Venezia
- 1998, Anna Rossettini, Galleria del Cavallino, Venezia

## Mostre collettive
- 1992, 1015° collettiva del Cavallino, Galleria del Cavallino, Venezia
- 1994, Galleria Vismara Arte Milano
- 1994, 1024° collettiva del Cavallino, Galleria del Cavallino, Venezia,
- 1994, Art Frankfurt, stand Galleria Vismara Arte, Frankfurt am Main
- 1995, Vismara Arte 30 anni – 1965-1995, Galleria Vismara Arte, Milano
- 1995, Arte Fiera 95, stand Galleria Vismara Arte, Bologna
- 1996, Mostra al femminile, Galleria Traghetto, Venezia
- 1996, Art Frankfurt, stand Galleria Vismara Arte, Frankfurt am Main
- 1997, Venice Design Art Gallery, Venezia
- 1998, L’Arte italiana, Galerie Haus Rhode, Königslutter-Rhode